# Андерберг, Арне
Арне Андерберг (швед. Arne Anderberg, 1954) — шведский ботаник.

## Биография
Арне Андерберг родился в 1954 году.
В 1985 году он окончил Стокгольмский университет, получив степень доктора философии с диссертацией Studies in the Inuleae—Inulinae (Compositae). С 1990 года Андерберг был доцентом в Стокгольмском университете, а с 2001 года — заведующим отделом. Арне является ответственным за исследования, курирование коллекции, а также за бюджет и персонал. Арне Андерберг описал более 450 видов растений.

## Научная деятельность
Арне Андерберг специализируется на семенных растениях.

## Некоторые публикации
- L. Wanntorp, A. A. Anderberg. 2011. Evolution and diversification of Brook weeds (Samolus, Samolaceae, Ericales). International Journal of Plant Sciences 172: 250—266.
- A. A. Anderberg, U. Manns, C. Jarvis. 2010. Proposal to conserve the name Trientalis europaea (Myrsinaceae) with a conserved type. — Taxon 59: 8—10.
- U. Manns, A. A. Anderberg. 2010. Biogeography of ‘tropical Anagallis' (Myrsinaceae) inferred from nuclear and plastid DNA sequence data. J. of Biogeography.
- A. A. Anderberg. 2009. Inuleae. En: Funk; V. A., Susanna, A., Stuessy, T. F. & Bayer, R. J. (eds.) Systematics, evolution, and biogeography of Compositae., pp. 667–680. IAPT.
- A. A. Anderberg. 2009. Athroismeae. En: Funk; V. A., Susanna, A., Stuessy, T. F. & Bayer, R. J. (eds.) Systematics, evolution, and biogeography of Compositae., pp. 681–688. IAPT.
- U. Manns, A. A. Anderberg. 2009. New combinations and names in Lysimachia (Myrsinaceae) for species of Anagallis, Pelletiera, and Trientalis. Willdenowia 39: 49—54.
- R. Torices, A. A. Anderberg. 2009. Phylogenetic analysis of sexual systems in Inuleae (Asteraceae). Am. J. of Bot. 96: 1011—1019.

## Почести
Род растений Anderbergia B.Nord. семейства Астровые был назван в его честь.